# Nakoda
Nakoda là một thị trấn thống kê (census town) của quận Chandrapur thuộc bang Maharashtra, Ấn Độ.

## Nhân khẩu
Theo điều tra dân số năm 2001 của Ấn Độ, Nakoda có dân số 5949 người. Phái nam chiếm 53% tổng số dân và phái nữ chiếm 47%. Nakoda có tỷ lệ 76% biết đọc biết viết, cao hơn tỷ lệ trung bình toàn quốc là 59,5%: tỷ lệ cho phái nam là 82%, và tỷ lệ cho phái nữ là 69%. Tại Nakoda, 11% dân số nhỏ hơn 6 tuổi.